# Santa Lucia (cântec)

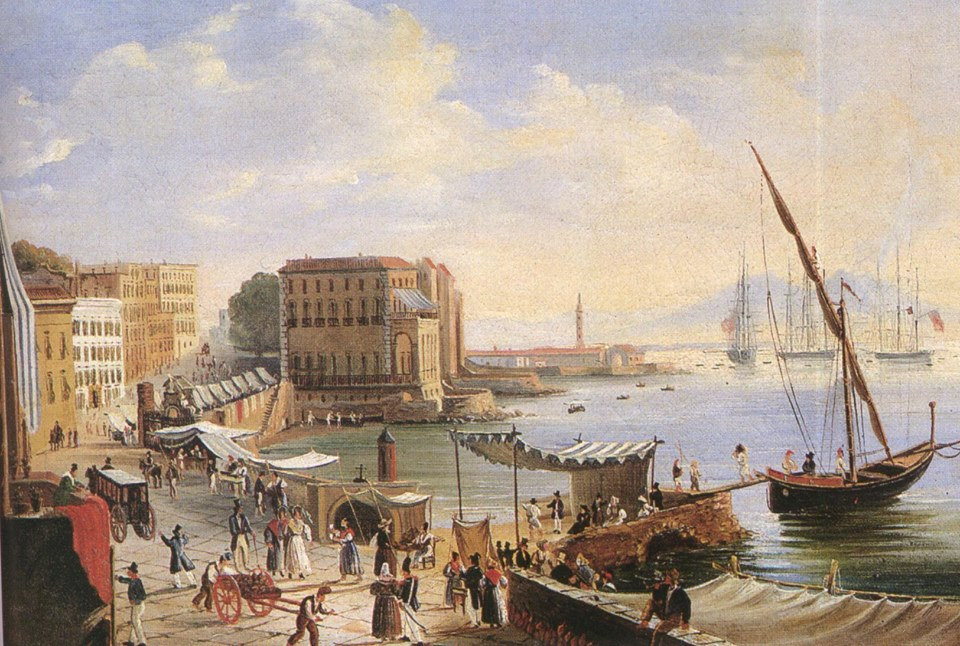
Napoli, Borgo Santa Lucia, pictură de Salvatore Candido (cca. 1840)

Santa Lucia este un cântec napolitan scris de Teodoro Cottrau și Enrico Cossovich, prezentat la Napoli în 1849 ca o barcarolă în dialectul napolitan. A fost prima melodie napolitană care a fost adaptată în  limba italiană, în timpul Risorgimentoului.
Santa Lucia, una dintre cele mai faimoase melodii napoletane, este o odă dedicată orașului Napoli și a zonei Borgo Santa Lucia, un cartier din Napoli, cu vedere la golful pe malul căruia este așezat orașul.
Versurile sunt cuvintele unui barcagiu care descrie priveliștea din Santa Lucia: este noapte și luna se reflectă în mare. El cântă magia de nedescris pe care o simte în timp ce privește bărcile pe mare, cum plutesc, conduse de o adiere ușoară. Barcagiul invită lumea să se urce în barca sa pentru a admira marea și orașul Napoli.

## Versuri
| în limba napoletană | în limba italiană |
| Comme se frícceca, la luna chiena! lo mare ride, ll'aria è serena... Vuje che facite 'mmiezo a la via? Santa Lucia, Santa Lucia! Stu viento frisco, fa risciatare: chi vo' spassarse, jenno pe mmare? È pronta e lesta, la varca mia Santa Lucia, Santa Lucia! La tènna è posta, pe fa' 'na cena; e quanno stace, la panza chiena non c'è la mínema melanconia. Santa Lucia, Santa Lucia! | Sul mare luccica l'astro d'argento; placida è l'onda, prospero il vento. Venite all'agile barchetta mia! Santa Lucia, Santa Lucia! Con questo zeffiro così soave oh com'è bello star sulla nave! Su passeggeri, venite via! Santa Lucia, Santa Lucia! In fra le tende bandir la cena in una sera così serena chi non dimanda, chi non desia? Santa Lucia, Santa Lucia! O dolce Napoli, o suol beato, ove sorridere volle il creato! Tu sei l’impero dell’armonia! Santa Lucia, Santa Lucia! |